# 그리스와 덴마크의 왕자 요르요스
그리스와 덴마크의 왕자 요르요스(그리스어: Πρίγκιπας Γεώργιος της Ελλάδας και της Δανίας 프링기파스 예오르요스 티스 엘라다스 케 티스 다니아스[*], 1869년 6월 24일 ~ 1957년 11월 25일)는 그리스 왕국의 왕자이자 정치인으로, 크레타 총독과 요르요스 1세의 재위 후반 섭정을 역임했으며, 오스만 투르크령 구 그리스 영토 회복 운동을 맡았다. 그리스 왕국의 왕 요르요스 1세와 러시아의 올가 콘스탄티노브나의 차남으로, 어머니 올가 콘스탄티노브나는 러시아의 니콜라이 1세의 손녀였다.
요르요스 1세의 재위 후반 섭정을 역임했으며, 오스만 투르크령 구 그리스 영토 회복 운동에 참여하였다. 1912년에는 덴마크의 왕자의 신분인 점을 이용, 코펜하겐에 가서 전쟁을 지원해줄 것을 요청했으나 이듬해 아버지 요르요스 1세의 암살로 실패하였다.

## 생애
1883년까지 덴마크 코펜하겐의 베른스토르프 궁전에서 덴마크의 블라디미르 왕자와 함께 생활하였다. 블라디미르 2세는 크리스티안 9세의 아들로 그의 삼촌이었다. 그는 덴마크의 왕실 해군에서 복무하였다. 1886년에는 형 콘스탄틴과 함께 1896년 아테네 하계 올림픽의 개최와 준비를 추진하였으며 그는 해상 스포츠분과 위원회 위원장을 맡았다.
1898년에는 고등 판무관 겸 이슬람-기독교 종교 분쟁 위원회 위원에 선출되었다. 한편 크레타 섬 회복 운동에 대한 반대 세력이었던 엘레프테리오스 베니젤로스의 강력한 반대를 물리치고 크레타 회복 운동을 추진, 참여하였다. 1906년에는 외교사절로 영국에 파견되었다.
요르요스 1세의 재위 후반 섭정을 역임했으며, 1912년 9월 프랑스 파리에서 제1차 발칸 전쟁에 참전하기 위해 귀국, 아테네로 돌아와 부관이 되었다. 이어 오스만 투르크령 구 그리스 영토 회복 운동에 참여하였다. 1912년에는 덴마크의 왕자의 신분인 점을 이용, 코펜하겐에 가서 전쟁을 지원해줄 것을 요청했으나 이듬해 아버지 요르요스 1세의 암살로 실패하였다. 1957년 프랑스의 일드프랑스의 생클루에서 사망, 사후 시신은 그리스로 운구되어 아테네의 타토이궁 왕묘에 안장되었다.